# أوسكار غارسيا ريفيرا
أوسكار غارسيا ريفيرا (بالإنجليزية: Oscar Garcia Rivera, Sr.)‏ هو سياسي أمريكي، ولد في 6 نوفمبر 1900 في ماياجويز في الولايات المتحدة، وتوفي بنفس المكان في 14 فبراير 1969. نشط حزبياً في الحزب الجمهوري. وقد انتخب عضو جمعية ولاية نيويورك.